# Mazar-e-Sharifs flygplats
Mazar-e-Sharifs flygplats (dari: میدان هوائی مزار شریف), belägen nio kilometer från staden Mazar-e Sharifs centrum i norra Afghanistan, är landets största flygplats. Mazar-e-Sharifs flygplats byggdes på 1950-talet av sovjetiska ingenjörer.
Den ligger i provinsen Balkh, i den norra delen av landet, 300 kilometer nordväst om huvudstaden Kabul. Mazar-i-Sharif Airfield ligger 383 meter över havet.
Terrängen runt Mazar-i-Sharif Airfield är platt åt nordväst, men åt sydost är den kuperad. Runt Mazar-i-Sharif Airfield är det ganska glesbefolkat, med 29 invånare per kvadratkilometer.. Närmaste större samhälle är Mazar-e Sharif, 8,8 kilometer väster om Mazar-i-Sharif Airfield. 
Trakten runt Mazar-i-Sharif Airfield är ofruktbar med lite eller ingen växtlighet.  I trakten råder ett kallt ökenklimat. Årsmedeltemperaturen i trakten är 20 °C. Den varmaste månaden är juli, då medeltemperaturen är 35 °C, och den kallaste är januari, med 2 °C. Genomsnittlig årsnederbörd är 400 millimeter. Den regnigaste månaden är februari, med i genomsnitt 91 mm nederbörd, och den torraste är juli, med 1 mm nederbörd.